# Narada Falls Comfort Station
La Narada Falls Comfort Station est un bâtiment abritant des toilettes publiques dans le comté de Lewis, dans l'État de Washington, aux États-Unis. Situé au sein du parc national du mont Rainier, il est inscrit au Registre national des lieux historiques depuis le 13 mars 1991. Il contribue également au Mount Rainier National Historic Landmark District établi le 18 février 1997.